# Acalypha forsteriana
Acalypha forsteriana é uma espécie de flor do gênero Acalypha, pertencente à família Euphorbiaceae.